# Secretariat
Pour le film inspiré de ce cheval, voir Secretariat (film).
Ne doit pas être confondu avec secrétariat.
Secretariat (30 mars 1970 – 4 octobre 1989), surnommé « Big Red », est un cheval de course pur-sang anglais, issu de Bold Ruler et Somethingroyal, par Princequillo. Né au haras Meadow Stud, à Doswell, en Virginie, il est considéré comme l'un des plus grands champions de l'histoire des courses.

## Carrière de courses

### Jeunesse
Le destin de Secretariat est en partie lié à une histoire de pile ou face. Ogden Phipps et Penny Chenery, éleveurs, concluent un arrangement pour se partager les poulains issus de leurs poulinières et de l'étalon Bold Ruler : le vainqueur pourra alors choisir le poulain qu'il veut, tandis que le perdant gardera les deux autres. C'est ainsi que les époux Chenery, malheureux à pile ou face, deviendront des propriétaires comblés, puisqu'ils récupèrent un foal et un poulain à naître au printemps suivant : celui-ci se nommera Secretariat.

### À 2 ans
Entraîné par le Québécois Lucien Laurin pour les couleurs de Meadow Stud, Secretariat fait ses débuts sur l'hippodrome d'Aqueduct, dans le Queens, en juillet 1972. Monté par Paul Feliciano, il termine quatrième après un parcours malheureux, et commence à faire parler de lui dès la sortie suivante où il écrase la concurrence de 6 longueurs. Désormais monté par celui qui sera son jockey attitré, le Canadien Ron Turcotte, le poulain enchaîne les victoires et grimpe très vite les échelons qui le mènent au sommet de sa génération. Les Sanford Stakes (groupe 2) tombent dans son escarcelle, puis les Hopeful Stakes (premier groupe 1 de la saison pour les 2 ans, qu'il gagne de 5 longueurs) et les Futurity Stakes. Dans les Champagne Stakes, il s'impose encore, mais gêne son dauphin, Stop the Music, au profit duquel il est rétrogradé à la deuxième place. Il remet les pendules à l'heure dès sa sortie suivante, dans les Laurel Futurity Stakes, où il inflige 8 longueurs à son souffre-douleur Stop The Music. Une dernière victoire dans les Garden State Futurity Stakes, et Secretariat en termine de sa première campagne avec un bilan de 7 victoires en 9 courses, et surtout un titre de cheval de l'année aux États-Unis, fait rarissime pour un 2 ans, puisqu'on ne relève que sept cas similaires depuis 1897 et la création de cette distinction.

### À 3 ans
En 1973, Secretariat est bien sûr le grand favori de la triple couronne. Il entame sa préparation par deux victoires, et s'offre le record de la piste d'Aqueduct en parcourant le mile en 1'33"40 après avoir mené toute la course, pour la première fois de sa carrière. Lors des Wood Memorial Stakes (Gr.1), il est une nouvelle fois dépossédé de sa victoire sur tapis vert en raison d'une bousculade, étant finalement classé 3e derrière son compagnon d'écurie Angle Light et Sham.
Malgré cette péripétie, il est le grand favori du Kentucky Derby. 135 000 personnes viennent acclamer le phénomène à Churchill Downs. Pour sa première sortie sur 2 000 m, Secretariat ne déçoit pas : il l'emporte par deux longueurs et demi devant Sham et Our Native, et surtout, avec un chrono extraordinaire de 1'59"40, il devient le premier cheval à descendre sous la barre des 2 minutes sur 2 000 m. 49 ans plus tard, il est toujours détenteur du record de la plus grande course américaine. Après sa victoire dans le « Run for Roses », les Preakness Stakes sont une formalité. Mais Secretariat fait mieux que s'acquitter de sa tâche (victoire par deux longueurs et demi devant les duettistes Sham et Our Native), en établissant là encore un temps exceptionnel, 1'53"40 sur 1 900 m. En 2012 le record est recalculé en 1'53" en utilisant la vidéo.
En passe de remporter la triple couronne, Secretariat est déjà une star nationale. Il est le premier cheval à faire la couverture de Time Magazine, Newsweek, et Sports Illustrated la même semaine. À Belmont Park, pour les Belmont Stakes, troisième et ultime étape de la triple couronne, 67 000 personnes sont venus voir le poulain entrer définitivement dans la légende. Ils vont assister à l'un des plus mémorables événements de l'histoire des courses. Seuls quatre chevaux osent défier le crack, dont le vaillant Sham. Celui-ci s'élance en tête, mais se perdra en route. Car Secretariat réalise une performance extraordinaire : immédiatement aux avant-postes, il l'emporte sans se préoccuper de la concurrence, qu'il relègue dans le lointain, et termine avec une avance ahurissante de 31 longueurs. Inimaginable à l'ère des courses modernes, cet écart, du jamais vu depuis le mythique Count Fleet (lauréat de la même course par 25 longueurs en 1943), constitue un record qui ne sera sans doute jamais battu. Ce n'est pas tout : Secretariat survole la course en 2'24"00, soit deux secondes plus vite que l'ancien temps de référence. Ce record du monde, sur piste en sable, tient toujours aujourd'hui.
40 ans plus tard, Secretariat est toujours détenteur des trois temps records de la triple couronne.

### Fin de carrière
N'ayant aucun rival, Secretariat est devenu le 9e lauréat de la triple couronne. Seuls Seattle Slew en 1977, Affirmed en 1978, American Pharoah en 2015 et Justify en 2018 imiteront cet exploit. Le phénomène continue à se produire en courses. À Chicago, on crée spécialement une épreuve pour qu'il puisse faire étalage de sa classe devant le public local : il s'adjuge sans coup férir l'Arlington Invitational, plus tard rebaptisé Secretariat Stakes. Mais il va apprendre le goût de la défaite. À Saratoga, sur un hippodrome surnommé « le cimetière des champions » (il avait eu raison de Man o'War avant lui et fera trébucher American Pharoah plus tard), il s'incline dans les Whitney Stakes d'une longueur face à Onion. Il appelle de ce revers immédiatement en remportant une autre course créée pour lui, la Marlboro Cup. À cette occasion, il mate un lot de très haut niveau comprenant Onion, son compagnon de couleurs et d'entraînement Riva Ridge (Kentucky Derby & Belmont Stakes en 1972), Key to the Mint (cheval d'âge de l'année en 1972) et deux autres champions venus de Californie (Cougar II) et du Canada (Kennedy Road). Et en profite pour établir un nouveau record du monde sur 1 800 m.
À nouveau, il rend les armes dans les Woodward Stakes, cette fois devant Prove Out, qui le devance de plus de 4 longueurs. Mais encore une fois, Secretariat se reprend en allant gagner par 5 longueurs les Man O'War Stakes, pour son premier essai sur le gazon, avec à la clé un temps canon de 2'24"80. Prévue de longue date, l'ultime sortie du prodige est programmée au Canada, dans les Canadian International Stakes. Secretariat y fait ses adieux sans fausse note, avec une dernière victoire, par 6 longueurs et demi, malheureusement sans son jockey de toujours, Ron Turcotte, interdit de monte pour cinq jours pour avoir gêné un adversaire dans course mineure, et remplacé pour l'occasion par le bienheureux Eddie Maple. 
Sa carrière exceptionnelle fut naturellement couronnée d'un second titre de cheval de l'année aux États-Unis, de meilleur 3 ans, et de cheval de l'année sur le gazon. Timeform lui octroie le second plus haut rating de son histoire, 144. Seul le légendaire Sea Bird fut mieux coté, avec 145, puis le phénomène britannique Frankel s'attribuera la plus haute référence en 2012 avec un rating de 147.

### Résumé de carrière
| Date         | Hippodrome      | Pays        | Course                        | Statut      | Distance    | Jockey       | Place       | Écart       | Vainqueur ou deuxième |
| 1972, 2 ans  | 1972, 2 ans     | 1972, 2 ans | 1972, 2 ans                   | 1972, 2 ans | 1972, 2 ans | 1972, 2 ans  | 1972, 2 ans | 1972, 2 ans | 1972, 2 ans           |
| ------------ | --------------- | ----------- | ----------------------------- | ----------- | ----------- | ------------ | ----------- | ----------- | --------------------- |
| 4 juillet    | Aqueduct        | États-Unis  | Maiden                        |             | 1 100 m     | P. Feliciano | 4e / 12     | 1 ¼         | Herbull               |
| 15 juillet   | Aqueduct        | États-Unis  | Maiden                        |             | 1 200 m     | P. Feliciano | 1er / 11    | 6           | Master Achiever       |
| 31 juillet   | Saratoga        | États-Unis  | Allowance                     |             | 1 200 m     | R. Turcotte  | 1er / 7     | 1 ½         | Russ Miron            |
| 16 août      | Saratoga        | États-Unis  | Sanford Stakes                | Gr. 2       | 1 200 m     | R. Turcotte  | 1er / 5     | 3           | Linda’s Chief         |
| 26 août      | Saratoga        | États-Unis  | Hopeful Stakes                | Gr. 1       | 1 300 m     | R. Turcotte  | 1er / 9     | 5           | Flight to Glory       |
| 16 septembre | Belmont Park    | États-Unis  | Futurity Stakes               |             | 1 300 m     | R. Turcotte  | 1er / 7     | 1 ¾         | Stop The Music        |
| 14 octobre   | Belmont Park    | États-Unis  | Champagne Stakes              | Gr. 1       | 1 600 m     | R. Turcotte  | (1er / 7)   | rétr. (2)   | (Stop the Music)      |
| 28 octobre   | Laurel          | États-Unis  | Laurel Futurity               | Gr. 1       | 1 700 m     | R. Turcotte  | 1er / 6     | 8           | Stop The Music        |
| 18 novembre  | Garden State    | États-Unis  | Garden State Stakes           | Gr. 1       | 1 700 m     | R. Turcotte  | 1er / 6     | 3 ½         | Angle Light           |
| 1973, 3 ans  |                 |             |                               |             |             |              |             |             |                       |
| 17 mai       | Aqueduct        | États-Unis  | Bay Shore Stakes              | Gr. 3       | 1 400 m     | R. Turcotte  | 1er / 6     | 4 ½         | Champagne Charlie     |
| 7 avril      | Aqueduct        | États-Unis  | Gotham Stakes                 | Gr. 2       | 1 600 m     | R. Turcotte  | 1er / 6     | 3           | Champagne Charlie     |
| 21 avril     | Aqueduct        | États-Unis  | Wood Memorial Stakes          | Gr. 1       | 1 800 m     | R. Turcotte  | 3e / 8      | 4           | Angle Light           |
| 5 mai        | Churchill Downs | États-Unis  | Kentucky Derby                | Gr. 1       | 2 000 m     | R. Turcotte  | 1er / 13    | 2 ½         | Sham                  |
| 19 mai       | Pimlico         | États-Unis  | Preakness Stakes              | Gr. 1       | 1 900 m     | R. Turcotte  | 1er / 6     | 2 ½         | Sham                  |
| 9 juin       | Belmont Park    | États-Unis  | Belmont Stakes                | Gr. 1       | 2 400 m     | R. Turcotte  | 1er / 5     | 31          | Twice a Prince        |
| 30 juin      | Arlington       | États-Unis  | Arlington Invitational        |             | 1 800 m     | R. Turcotte  | 1er / 4     | 9           | My Gallant            |
| 4 août       | Saratoga        | États-Unis  | Whitney Stakes                | Gr. 2       | 1 800 m     | R. Turcotte  | 2e / 5      | 1           | Onion                 |
| 15 septembre | Belmont Park    | États-Unis  | Marlboro Cup                  |             | 1 800 m     | R. Turcotte  | 1er/ 7      | 3 ½         | Riva Ridge            |
| 29 septembre | Belmont Park    | États-Unis  | Woodward Stakes               | Gr. 1       | 2 400 m     | R. Turcotte  | 2e / 5      | 4 ½         | Prove Out             |
| 8 octobre    | Belmont Park    | États-Unis  | Man O'War Stakes              | Gr. 1       | 2 400 m     | R. Turcotte  | 1er / 7     | 5           | Tentam                |
| 29 octobre   | Woodbine        | Canada      | Canadian International Stakes | Gr. 2       | 2 400 m     | E. Maple     | 1er / 12    | 6 ½         | Big Spruce            |

### Tableau de bord
- 21 courses, 16 victoires, 4 places
- Gains : $ 1 316 808
- Rating Timeform : 144
- Cheval de l'année en 1972 & 1973
- Meilleur 2 ans en 1972
- Meilleur 3 ans en 1973
- Meilleur cheval sur le gazon en 1973
- Membre du Hall of Fame des courses américaines depuis 1974
- tête de liste des pères de mères en Amérique du Nord (1992)
- Dans le classement des 100 meilleurs chevaux de sport hippique américain du XXe siècle établi par le magazine Blood-Horse, Secretariat occupe le 2e rang derrière le mythique Man O'War, avec lequel il partageait le surnom « Big Red », en raison de sa robe alezane.
- La chaîne de sport ESPN le classe au 35e rang de sa liste des 100 plus grands athlètes du siècle (seuls deux autres « non-humains » l'accompagnent dans ce classement, Man O'War et Citation, respectivement 84e et 97e). Pour sa performance dans les Belmont Stakes, il occupe également la deuxième place du classement des 100 plus grands exploits individuels du sport.

## Au haras
Retiré comme étalon à Claiborne Farm à l'issue d'une syndication record réalisée juste avant les Belmont Stakes (6,08 millions de dollars, l'équivalent de 35.4 millions de dollars en 2020), Secretariat fit bonne figure jusqu'à sa mort en 1989, des suites d'une fourbure, maladie qui s'attaque au sabot du cheval.
Parmi ses meilleurs produits, citons :
- Lady's Secret : Breeders' Cup Distaff, Ballerina Handicap, Beldame Stakes, Maskette Handicap, Whitney Handicap. Cheval de l'année 1986, membre du Hall of Fame.
- Risen Star : Preakness Stakes, Belmont Stakes, meilleur 3 ans de l'année en 1988
- Kingston Rule : Melbourne Cup.
- General Assembly : Travers Stakes.

Mais c'est surtout par ses filles qu'il s'est distingué, obtenant le titre de tête de liste des pères de mères en Amérique du Nord en 1992. Par leur intermédiaire sont nés notamment trois étalons très influents, parmi les plus importants de l'élevage moderne nord-américain : 
- A.P. Indy : Breeders' Cup Classic, Belmont Stakes, Santa Anita Derby, cheval de l'année en 1992.
- Storm Cat, qui fut longtemps l'étalon le plus cher du monde
- Gone West, père de nombreux champions.

Il est également le père de mère du légendaire Istabraq (par Sadler's Wells), considéré comme l'un des plus grands champions de l'histoire des courses d'obstacles.

## Honneurs
- Une course porte son nom à Arlington Park : les Secretariat Stakes, un groupe 1 réservé aux 3 ans
- Un timbre à 33 cents a été émis en son honneur[5].
- Une rue porte son nom à Napa, Californie, une autre à Howell, New Jersey, ainsi que des terrains de sport et des routes.
- Il existe trois statues à l'effigie de Secretariat :

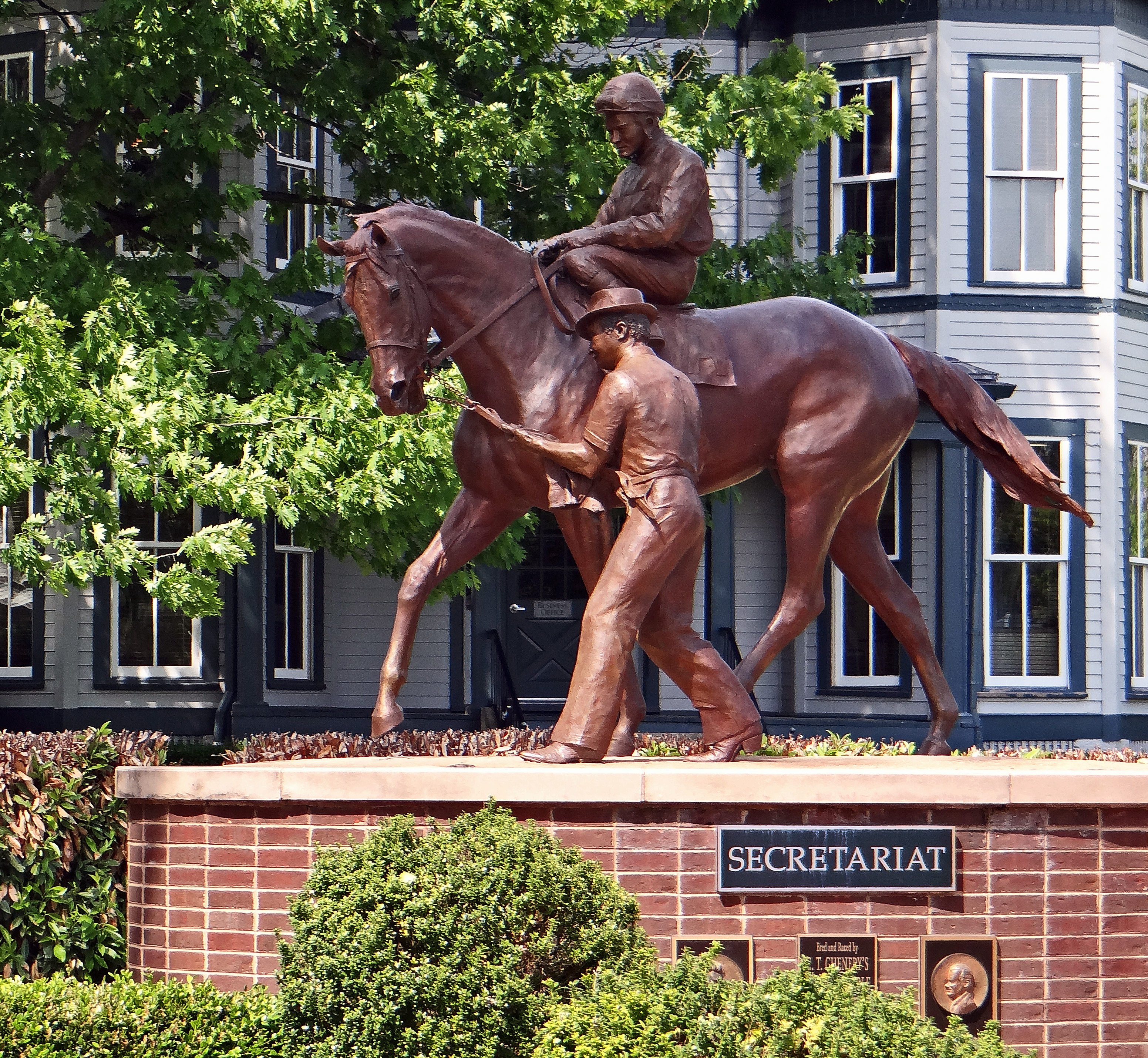
Kentucky Horse Park.
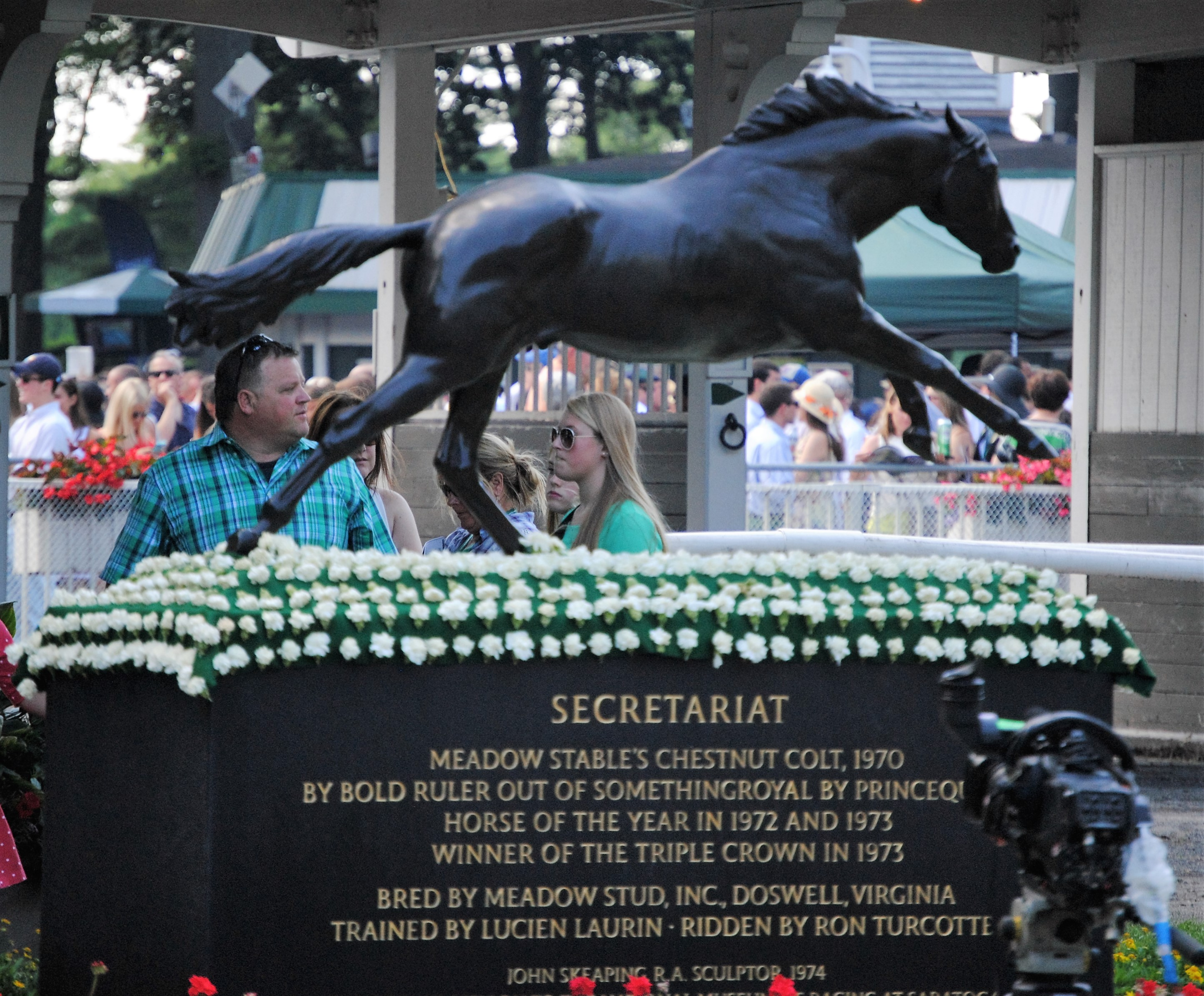
Hippodrome de Belmont Park.
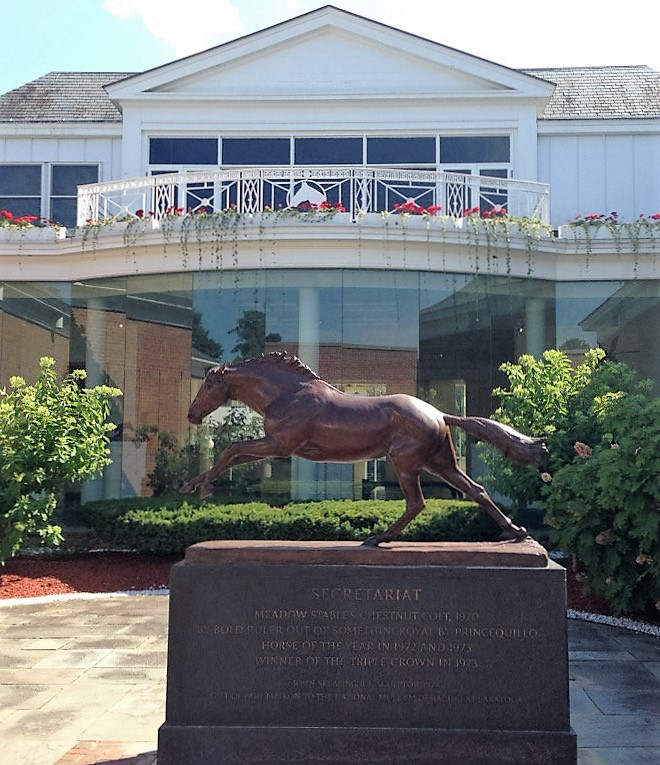
National Museum of Racing and Hall of Fame, Saratoga.

## Dans la culture populaire
- Un film racontant l'histoire de Secretariat a été produit par Disney : réalisé par Randall Wallace avec pour acteurs principaux Diane Lane, John Malkovich, Scott Glenn et James Cromwell, Secretariat est sorti en salles en 2010.
- Secretariat est également un personnage important dans la série d'animation BoJack Horseman. Utilisant la "course" comme une métaphore de sa propre vie, il est, du fait de son rôle de modèle, à l'origine de l'un des traits de personnalité les plus caractéristiques du personnage principal : son obstination à vouloir avancer malgré son profond mal être.
- En mars 2021, une mèche de la crinière de Secretariat est adjugée pour 18 000 dollars lors d'une vente aux enchères en ligne[6].

## Origines
Bold Ruler, le père de Secretariat, appartient lui aussi au Hall of Fame. Il remporta les Futurity Stakes, les Wood Memorial Stakes, ou encore les Preakness Stakes, et fut couronné cheval de l'année en 1957. Il fit au moins aussi bien en tant que reproducteur, puisqu'il fut consacré pas moins de huit fois tête de liste des étalons américains, un record.

Quant à sa mère, Somethingroyal, elle est comme Mill Reef une fille du grand étalon Princequillo, elle ne brilla pas en compétition mais s'illustra au haras où elle s'avéra exceptionnelle, donnant, outre Secretariat (qu'elle eut très tard, à 18 ans), neuf vainqueurs ou placés de stakes, parmi lesquels :
- Sir Gaylord (Turn-To) : Great American Stakes, Everglades Stakes, devenu un étalon influent en Europe où il donna les champions et grands étalons Sir Ivor (Derby d'Epsom, 2000 Guinées) et Habitat (Lockinge Stakes, Prix du Moulin de Longchamp).
- First Family (First Landing) : 3e Belmont Stakes.
- Syrian Sea (Bold Ruler) : 3e Matron Stakes, troisième mère de :
  - Saratoga Dew (Cormorant) : Beldame Stakes, Gazelle Handicap, meilleure 3 ans de l'année aux États-Unis en 1992, deuxième mère du champion japonais Lord Kanaloa.

- Somethingfabulous (Northern Dancer) : 3e Flamingo Stakes.

### Pedigree
| Origines de Secretariat (USA), mâle alezan né en 1970 | Origines de Secretariat (USA), mâle alezan né en 1970 | Origines de Secretariat (USA), mâle alezan né en 1970 | Origines de Secretariat (USA), mâle alezan né en 1970 |
| ----------------------------------------------------- | ----------------------------------------------------- | ----------------------------------------------------- | ----------------------------------------------------- |
| Père Bold Ruler dkb/br. 1954                          | Nasrullah b. 1940                                     | Nearco b. 1932                                        | Pharos                                                |
| Père Bold Ruler dkb/br. 1954                          | Nasrullah b. 1940                                     | Nearco b. 1932                                        | Nogara                                                |
| Père Bold Ruler dkb/br. 1954                          | Nasrullah b. 1940                                     | Mumtaz Begum                                          | Blenheim                                              |
| Père Bold Ruler dkb/br. 1954                          | Nasrullah b. 1940                                     | Mumtaz Begum                                          | Mumtaz Mahal                                          |
| Père Bold Ruler dkb/br. 1954                          | Miss Disco b. 1944                                    | Discovery                                             | Display                                               |
| Père Bold Ruler dkb/br. 1954                          | Miss Disco b. 1944                                    | Discovery                                             | Ariadone                                              |
| Père Bold Ruler dkb/br. 1954                          | Miss Disco b. 1944                                    | Outdone                                               | Pompey                                                |
| Père Bold Ruler dkb/br. 1954                          | Miss Disco b. 1944                                    | Outdone                                               | Sweep Out                                             |
| Mère Somethingroyal b. 1952                           | Princequillo b. 1940                                  | Prince Rose                                           | Rose Prince                                           |
| Mère Somethingroyal b. 1952                           | Princequillo b. 1940                                  | Prince Rose                                           | Indolence                                             |
| Mère Somethingroyal b. 1952                           | Princequillo b. 1940                                  | Cosquilla                                             | Papyrus                                               |
| Mère Somethingroyal b. 1952                           | Princequillo b. 1940                                  | Cosquilla                                             | Quick Thought                                         |
| Mère Somethingroyal b. 1952                           | Imperatrice dkb/br. 1938                              | Caruso                                                | Polymelian                                            |
| Mère Somethingroyal b. 1952                           | Imperatrice dkb/br. 1938                              | Caruso                                                | Sweet Music                                           |
| Mère Somethingroyal b. 1952                           | Imperatrice dkb/br. 1938                              | Cinquepace                                            | Brown Bud                                             |
| Mère Somethingroyal b. 1952                           | Imperatrice dkb/br. 1938                              | Cinquepace                                            | Assignation (famille 2-s)                             |